# Slottet i Gjirokastra

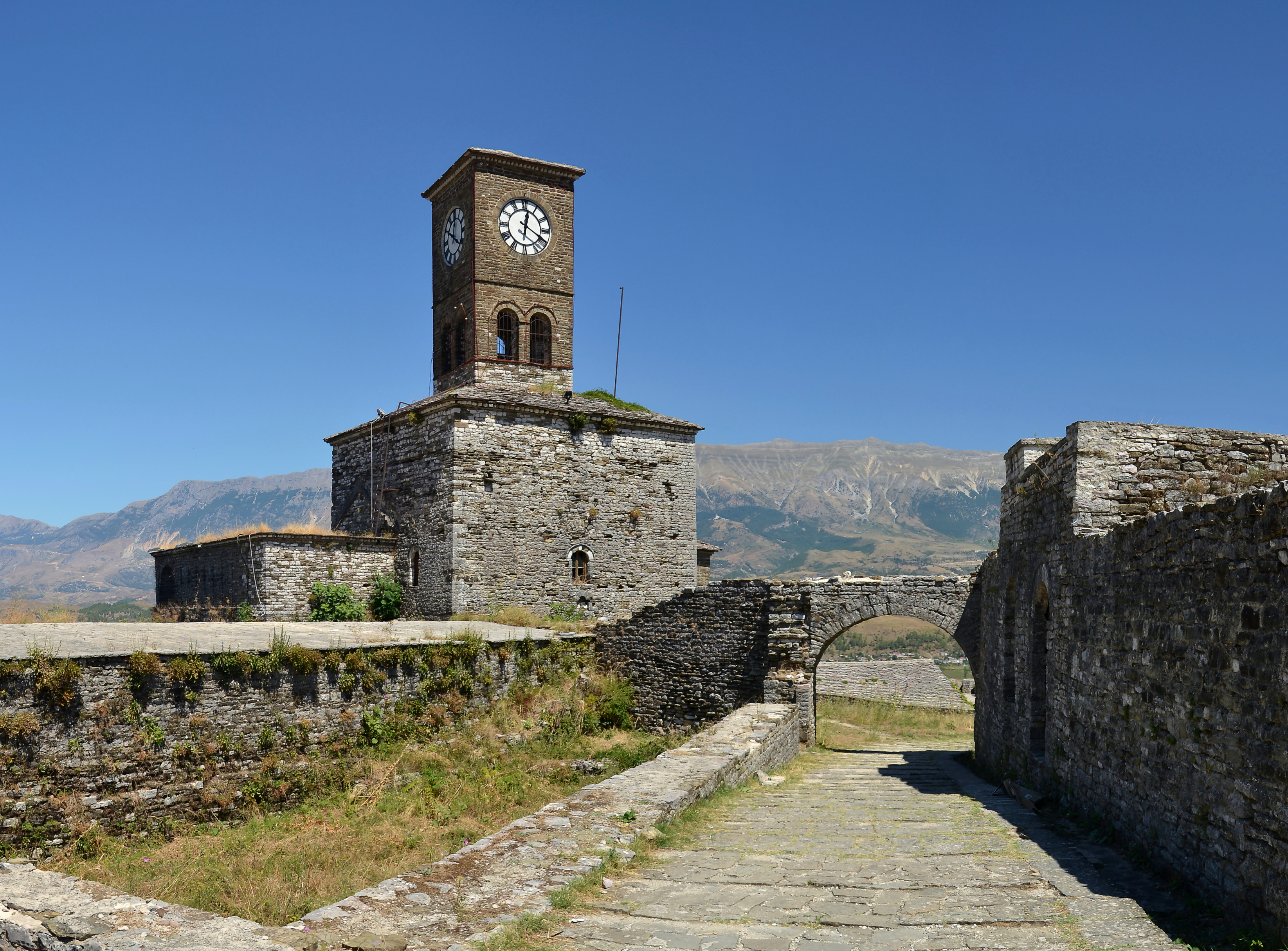
Slottet i Gjirokastra.

Slottet i Gjirokastra (på albanska: Kalaja e Gjirokastrës) är ett slott i Gjirokastër i Albanien. Under osmanskt styre var staden känt under namnet Ergiri medan de lokala grekiska invånarna kallade staden för Argyrokastro, ett namn som även användes för slottet. Slottet i Gjirokastra är beläget 336 meter över havet.
Slottet dominerar staden med vyn över den strategiskt viktiga vägen längs floddalen. Slottet är öppet för besökare och där finns även ett militärt museum och minnesanteckningar över det kommunistiska motståndet mot den tyska ockupationen samt ett nedskjuten flygplan tillhörande USA:s flygvapen, som är ett minnesmärke över den kommunistiska regimens kamp mot de "imperialistiska västmakterna".
Citadellet har funnits i olika former ända sedan 1100-talet. Stora ombyggnader gjordes på order av Ali Pascha av Tepelenë. Under Kung Zog I:s regeringstid beordrade han att slottet skulle bli fängelse, vilket det var från 1930-talet till 60-talet. Fängelset hyste senare även politiska motståndare till den kommunistiska regimen.
I dag består slottet av fem torn och flera hus, det nya Gjirokastramuseet, ett klocktorn, en kyrka, en cistern och är även ett scen för Nationella folkfestivalen.